# Afrotrilepis
Afrotrilepis is een geslacht uit de cypergrassenfamilie (Cyperaceae). De soorten komen voor in de tropische delen van West-Afrika en westelijk Centraal-Afrika.

## Soorten
- Afrotrilepis jaegeri J.Raynal
- Afrotrilepis pilosa (Boeckeler) J.Raynal

... · 
Blysmus · 
Bolboschoenus · 
Carex (Zegge) · 
Cladium · 
Cyperus (Cypergras) · 
Eleocharis (Waterbies) · 
Eleogiton · 
Eriophorum (Wollegras) · 
Isolepis · 
Rhynchospora · 
Schoenoplectus (Bies) · 
Schoenus · 
Scirpoides · 
Scirpus · 
Trichophorum · 
...